# Minerals silicats

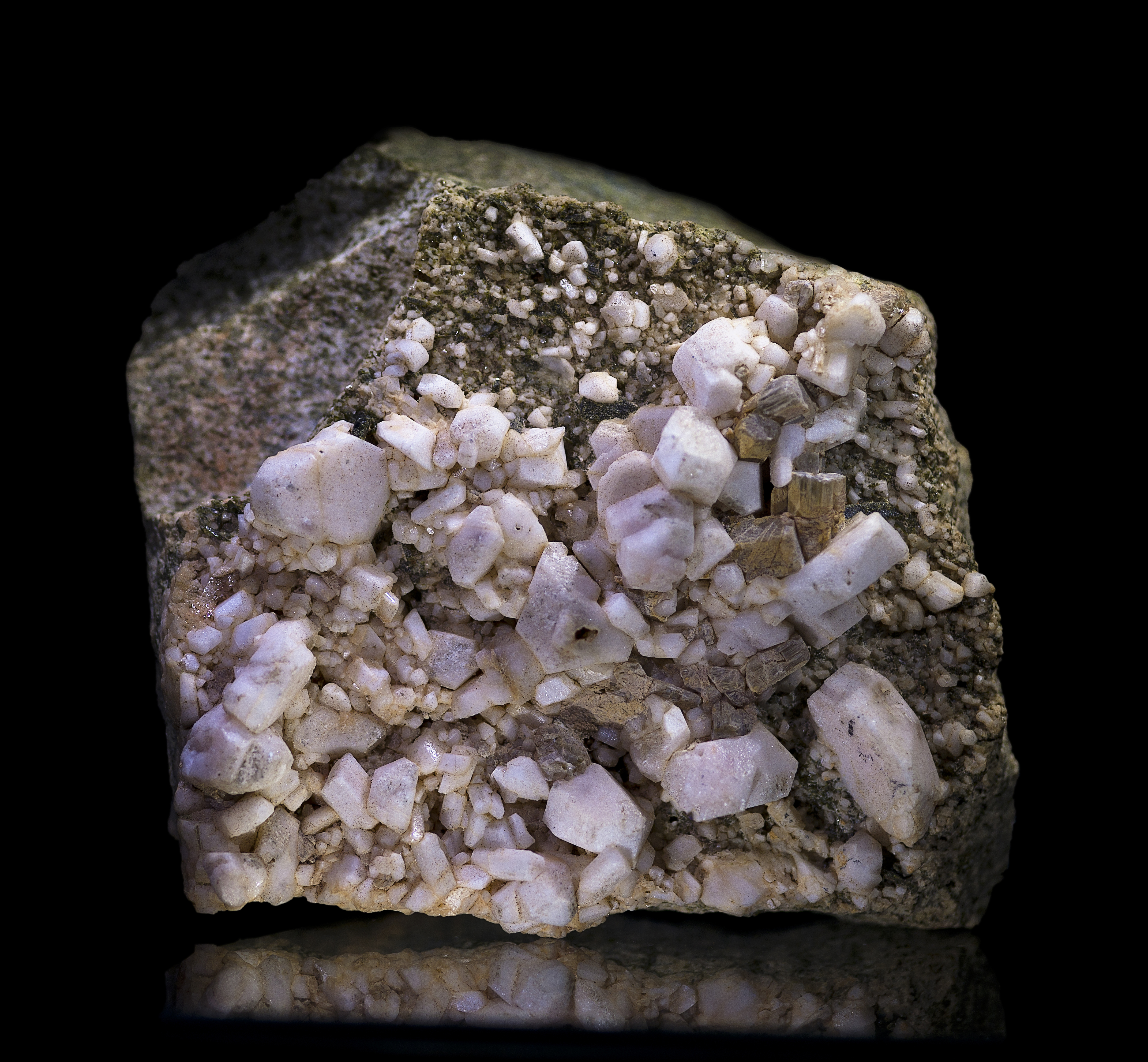
Albita, un mineral fil·losilicat

Els minerals silicats formen la classe més gran i més important dels minerals que formen roques, i constitueixen aproximadament el 90% de l'escorça terrestre. Es classifiquen basant-se en l'estructura del seu grup silicat. Tots el minerals silicats contenen silici i oxigen. Segons la seva composició trobem nesosilicats, sorosilicats, ciclosilicats, inosilicats, fil·losilicats i tectosilicats.

## Nesosilicats

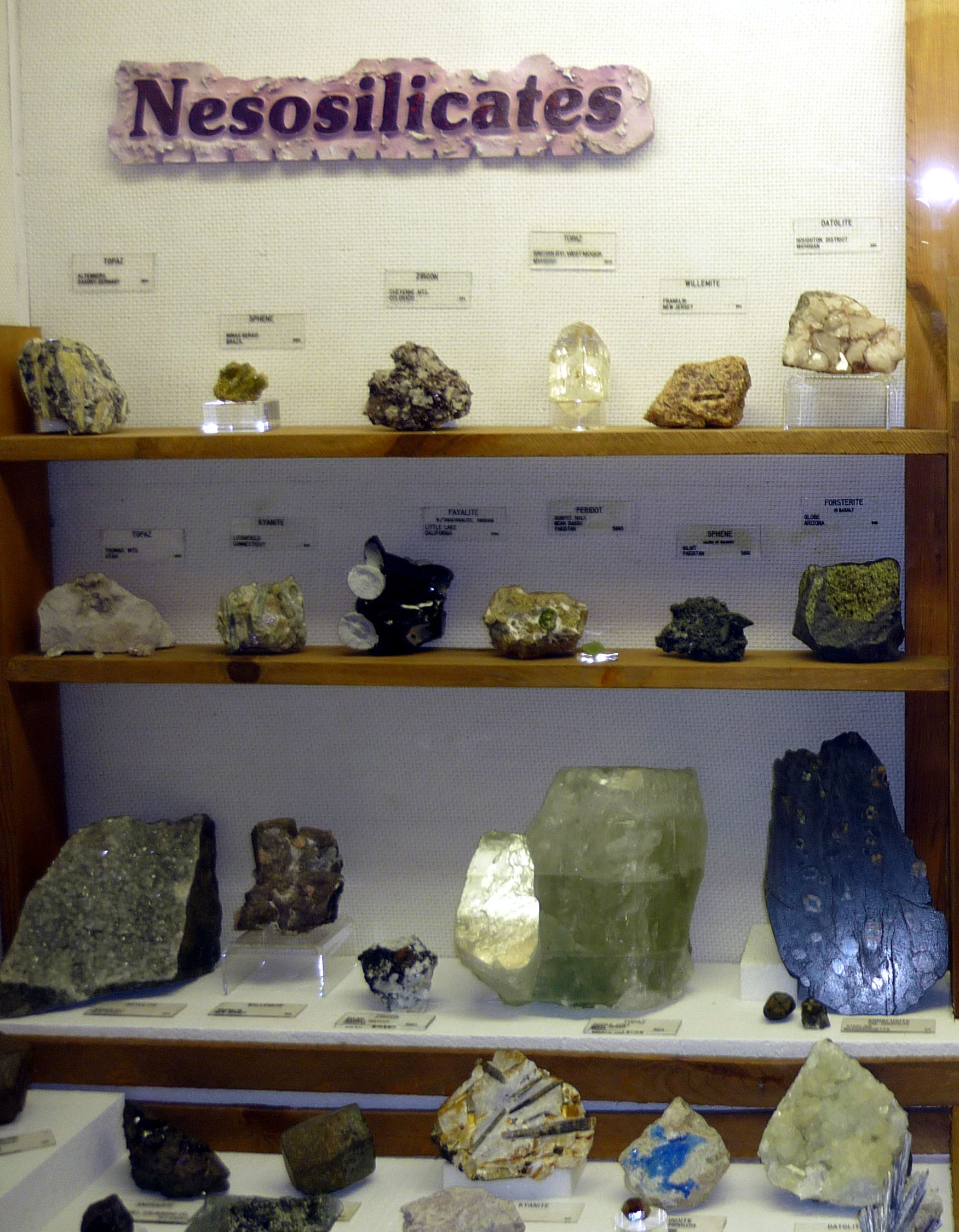
Espècimens nesosilicats al Museum of Geology a Dakota del Sud

Els nesosilicats (del grec νησος nēsos, illa), també coneguts com a ortosilicats, són silicats amb tetràedres de [SiO₄]4− aïllats que estan connectats amb cations intersticials. Són nesosilicats els següents grups de minerals: grup fenaquita, grup granat, grup olivina, grup zirconi, grup Al₂SiO₅ i grup humita. Segons la Classificació de Nickel-Strunz, l'estructura dels minerals nesosilicats és la següent:
09.A - Estructures de nesosilicats (tetraedres aïllats)
9.AA - Nesosilicats sense anions addicionals; cations en coordinació tetraèdrica [4]
09.AA.05 - Eucriptita, fenaquita, wil·lemita
09.AA.10 - Liberita
9.AB - Nesosilicats sense anions addicionals; cations en [4] i major coordinació
09.AB.05 - Trimerita
09.AB.10 - Larsenita
09.AB.15 - Esperita
09.AB.20 - Rondorfita
9.AC - Nesosilicats sense anions addicionals; cations en coordinació octaèdrica [6]
09.AC.05 - Faialita, forsterita, glaucocroïta, kirschsteinita, laihunita, liebenbergita, tefroïta
09.AC.10 - Monticel·lita
09.AC.15 - Brunogeierita, ringwoodita
09.AC.20 - Chesnokovita
9.AD - Nesosilicats sense anions addicionals; cations en [6] i/o major coordinació
09.AD.05 - Larnita
09.AD.10 - Calcio-olivina
09.AD.15 - Merwinita
09.AD.20 - Bredigita
09.AD.25 - Andradita, almandina, calderita, goldmanita, grossulària, henritermierita, hibschita, hidroandradita, katoïta, kimzeyita, knorringita, majorita, morimotoïta, schorlomita, spessartina, uvarovita, wadalita, holtstamita, kerimasita, toturita, momoiïta, eltyubyuïta
09.AD.30 - Coffinita, hafnó, torita, thorogummita, zircó, stetindita
09.AD.35 - Huttonita, tombarthita-(Y)
09.AD.40 - Eulitina
09.AD.45 - Reidita
9.AE - Nesosilicats amb anions addicionals (O,OH,F,H₂O); cations en coordinació tetraèdrica [4]
09.AE.05 - Beril·lita
09.AE.10 - Euclasa
09.AE.15 - Sverigeïta
09.AE.20 - Hodgkinsonita
09.AE.25 - Gerstmannita
09.AE.30 - Clinohedrita
09.AE.35 - Stringhamita
09.AE.40 - Katoptrita
09.AE.45 - Yeatmanita
09.AE.50 - Esferobertrandita
9.AF - Nesosilicats amb anions addicionals; cations en [4], [5] i/o només coordinació [6]
09.AF.05 - Sil·limanita
09.AF.10 - Andalucita, kanonaïta
09.AF.15 - Cianita
09.AF.20 - Mullita, krieselita
09.AF.23 - Boromullita
09.AF.25 - Yoderita
09.AF.30 - Magnesiostaurolita, estaurolita, zincostaurolita, topazi
09.AF.40 - Norbergita
09.AF.45 - Al·leghanyita, condrodita, reinhardbraunsita, kumtyubeïta, hidroxilcondrodita
09.AF.50 - Humita, manganhumita
09.AF.55 - Clinohumita, sonolita, hidroxilclinohumita
09.AF.60 - Leucofoenicita
09.AF.65 - Ribbeïta
09.AF.70 - Jerrygibbsita
09.AF.75 - Franciscanita, örebroïta, welinita
09.AF.80 - El·lenbergerita
09.AF.85 - Cloritoide, magnesiocloritoide, ottrelita
09.AF.90 - Poldervaartita, olmiïta
9.AG - Nesosilicats amb anions addicionals; cations en coordinació > [6] +- [6]
09.AG.05 - Abswurmbachita, braunita, neltnerita, braunita-II
09.AG.10 - Långbanita
09.AG.15 - Malayaïta, titanita, vanadomalayaïta, natrotitanita
09.AG.20 - Cerita-(Ce), cerita-(La), aluminocerita-(Ce)
09.AG.25 - Trimounsita-(Y), yftisita-(Y)
09.AG.30 - Sitinakita
09.AG.35 - Kittatinnyita
09.AG.40 - Natisita, paranatisita
09.AG.45 - Törnebohmita-(Ce), törnebohmita-(La)
09.AG.50 - Kuliokita-(Y)
09.AG.55 - Chantalita
09.AG.60 - Mozartita, vuagnatita
09.AG.65 - Hatrurita
09.AG.70 - Jasmundita
09.AG.75 - Afwillita
09.AG.80 - Bultfonteinita
09.AG.85 - Zoltaiïta
09.AG.90 - Tranquillityita
9.AH - Nesosilicats amb CO₃, SO₄, PO₄, etc.
09.AH.05 - Iimoriïta-(Y)
09.AH.10 - Tundrita-(Ce), tundrita-(Nd)
09.AH.15 - Spurrita
09.AH.20 - Ternesita
09.AH.25 - Britholita-(Ce), britholita-(Y), el·lestadita-(Cl), fluorbritholita-(Ce), fluorel·lestadita, hidroxilel·lestadita, mattheddleïta, tritomita-(Ce), tritomita-(Y), fluorcalciobritholita, fluorbritholita-(Y)
9.AJ - Nesosilicats amb triangles de BO₃ i/o B[4], tetraèdres de Be[4], compartint vèrtex amb SiO₄
09.AJ.05 - Grandidierita, ominelita
09.AJ.10 - Dumortierita, holtita, magnesiodumortierita
09.AJ.15 - Garrelsita
09.AJ.20 - Bakerita, datolita, gadolinita-(Ce), gadolinita-(Y), hingganita-(Ce), hingganita-(Y), hingganita-(Yb), homilita, melanocerita-(Ce), minasgeraisita-(Y), calcibeborosilita-(Y)
09.AJ.25 - Stillwellita-(Ce)
09.AJ.30 - Cappelenita-(Y)
09.AJ.35 - Okanoganita-(Y), vicanita-(Ce), hundholmenita-(Y), prosxenkoïta-(Y)
09.AJ.40 - Jadarita
9.AK - Uranil neso- i polisilicats
09.AK.05 - Soddyita
09.AK.10 - Cuprosklodowskita, oursinita, sklodowskita
09.AK.15 - Boltwoodita, kasolita, natroboltwoodita, uranofana-β, uranofana
09.AK.20 - Swamboïta
09.AK.25 - Haiweeïta, metahaiweeïta, ranquilita
09.AK.30 - Weeksita, coutinhoïta
09.AK.35 - Ursilita, magnioursilita, calcioursilita
09.AK.40 - Uranosilita

## Sorosilicats

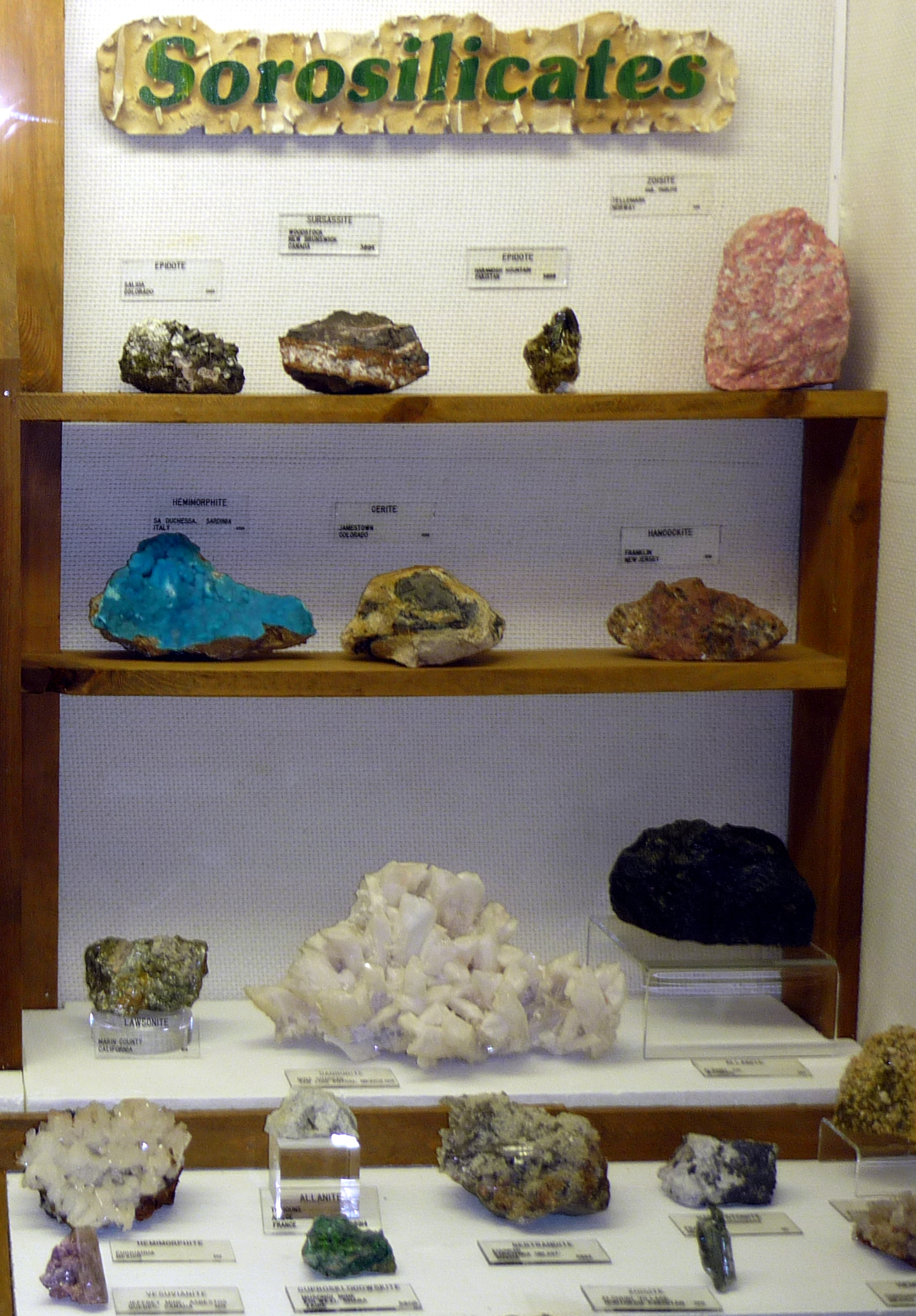
Sorosilicat al Museum of Geology a South Dakota

Els sorosilicats (del grec σωρός sōros, gep) tenen grups de dobles tetraedres aïllats, amb (Si₂O₇)6−. Segons la Classificació de Nickel-Strunz, l'estructura dels minerals sorosilicats és la següent:
09.B - Estructures de sorosilicats (dímer)
09.BA - Grups Si₂O₇, sense anions no tetraèdrics; cations en coordinació tetraèdrica [4]
09.BB - Grups Si₂O₇, sense anions no tetraèdrics; cations en coordinació tetraèdrica [4] i major coordinació
09.BB.10 - Åkermanita, cebollita, gehlenita, gugiaïta, hardystonita, jeffreyita, okayamalita, alumoåkermanita
09.BB.15 - Barylita, clinobarylita
09.BB.20 - Andremeyerita
09.BC - Grups Si₂O₇, sense anions no tetraèdrics; cations en coordinació octaèdrica [6] i major coordinació
09.BC.05 - Gittinsita, keiviïta-(Y), keiviïta-(Yb), thortveitita, itrialita-(Y)
09.BC.10 - Keldyshita, khibinskita, parakeldyshita
09.BC.15 - Rankinita
09.BC.20 - Barisilita
09.BC.25 - Edgarbaileyita
09.BC.30 - Kristiansenita
09.BC.35 - Percleveïta-(Ce)
09.BD - Grups Si₂O₇, amb anions addicionals; cations en coordinació tetraèdrica [4] i major coordinació
09.BD.05 - Bertrandita
09.BD.10 - Hemimorfita
09.BD.15 - Junitoïta
09.BD.20 - Axinita-(Fe), axinita-(Mg), axinita-(Mn), tinzenita
09.BD.25 - Vistepita
09.BD.30 - Boralsilita
09.BD.35 - Werdingita
09.BE - Grups Si₂O₇, amb anions addicionals; cations en coordinació octaèdrica [6] i major coordinació
09.BE.02 - Wadsleyita
09.BE.05 - Hennomartinita, lawsonita, noelbensonita, itoigawaïta
09.BE.07 - Ilvaïta, manganilvaïta
09.BE.10 - Suolunita
09.BE.12 - Jaffeïta
09.BE.15 - Fresnoïta
09.BE.17 - Baghdadita, burpalita, cuspidina, hiortdahlita, janhaugita, låvenita, niocalita, normandita, wöhlerita, hiortdahlita I, marianoïta
09.BE.20 - Mosandrita, nacareniobsita-(Ce)
09.BE.22 - Götzenita, hainita, rosenbuschita, kochita
09.BE.23 - Dovyrenita
09.BE.25 - Baritolamprofil·lita, ericssonita, lamprofil·lita, ericssonita-2O, seidozerita, nabalamprofil·lita, grenmarita, schüllerita, lileyita
09.BE.27 - Murmanita
09.BE.30 - Epistolita
09.BE.32 - Lomonossovita
09.BE.35 - Vuonnemita
09.BE.37 - Sobolevita
09.BE.40 - Innelita, Fosfoinnelita
09.BE.42 - Yoshimuraïta
09.BE.45 - Quadrufita
09.BE.47 - Polifita
09.BE.50 - Bornemanita, xkatulkalita
09.BE.55 - Bafertisita, hejtmanita, bykovaïta, nechelyustovita
09.BE.60 - Delindeïta
09.BE.65 - Bussenita
09.BE.67 - Jinshajiangita, perraultita, surkhobita
09.BE.70 - Karnasurtita-(Ce), perrierita-(Ce), estronciochevkinita, chevkinita-(Ce), poliakovita-(Ce), rengeïta, matsubaraïta, dingdaohengita-(Ce), maoniupingita-(Ce), perrierita-(La), hezuolinita
09.BE.72 - Fersmanita
09.BE.75 - Belkovita
09.BE.77 - Nasonita
09.BE.80 - Kentrolita, melanotekita
09.BE.82 - Til·leyita
09.BE.85 - Kil·lalaïta
09.BE.87 - Stavelotita-(La)
09.BE.90 - Biraïta-(Ce)
09.BE.92 - Cervandonita-(Ce)
09.BE.95 - Batisivita
09.BF - Sorosilicats amb grups barrejats de SiO₄ i Si₂O₇; cations en coordinació tetraèdrica [4] i major coordinació
09.BF.05 - Harstigita
09.BF.10 - Samfowlerita
09.BF.15 - Davreuxita
09.BF.20 - Queitita
09.BG - Sorosilicats amb grups barrejats de SiO₄ i Si₂O₇; cations en coordinació octaèdrica [6] i major coordinació
09.BG.05 - Al·lanita-(Ce), al·lanita-(La), al·lanita-(Y), clinozoisita, dissakisita-(Ce), dol·laseïta-(Ce), epidota, epidota-(Pb), khristovita-(Ce), mukhinita, piemontita, piemontita-(Sr), manganiandrosita-(La), tawmawita, manganipiemontita-(Sr), ferrial·lanita-(Ce), clinozoisita-(Sr), manganiandrosita-(Ce), dissakisita-(La), vanadoandrosita-(Ce), uedaïta-(Ce), epidota-(Sr), al·lanita-(Nd), ferrial·lanita-(La), åskagenita-(Nd)
09.BG.10 - Zoisita
09.BG.15 - Macfal·lita, sursassita
09.BG.20 - Julgoldita-(Fe2+), okhotskita, pumpel·lyïta-(Fe2+), pumpel·lyïta-(Fe3+), pumpel·lyïta-(Mg), pumpel·lyïta-(Mn2+), shuiskita, julgoldita-(Fe3+), pumpel·lyïta-(Al), poppiïta, julgoldita-(Mg)
09.BG.25 - Ganomalita
09.BG.30 - Rustumita
09.BG.35 - Vesuvianita, wiluïta, manganovesuvianita, fluorvesuvianita
09.BG.40 - Vyuntspakhkita-(Y)
09.BG.45 - Del·laïta
09.BG.50 - Gatelita-(Ce)
09.BG.55 - Västmanlandita-(Ce)
09.BH - Sorosilicats amb anions Si₃O10, Si₄O11, etc.; cations en coordinació tetraèdrica [4] i major coordinació
09.BH.05 - Aminoffita
09.BH.10 - Kinoïta
09.BH.15 - Akatoreïta
09.BH.20 - Fencooperita
09.BJ - Sorosilicats amb anions Si₃O10, Si₄O11, etc.; cations en coordinació octaèdrica [6] i major coordinació
09.BJ.05 - Orientita
09.BJ.10 - Rosenhahnita
09.BJ.15 - Trabzonita
09.BJ.20 - Thalenita-(Y), fluorthalenita-(Y)
09.BJ.25 - Tiragal·loïta
09.BJ.30 - Medaïta
09.BJ.35 - Ruizita
09.BJ.40 - Ardennita-(As), ardennita-(V)
09.BJ.45 - Kilchoanita
09.BJ.50 - Kornerupina, prismatina
09.BJ.55 - Zunyita
09.BJ.60 - Hubeïta
09.BJ.65 - Cassagnaïta
09.BK - Sorosilicats sense classificar

## Ciclosilicats

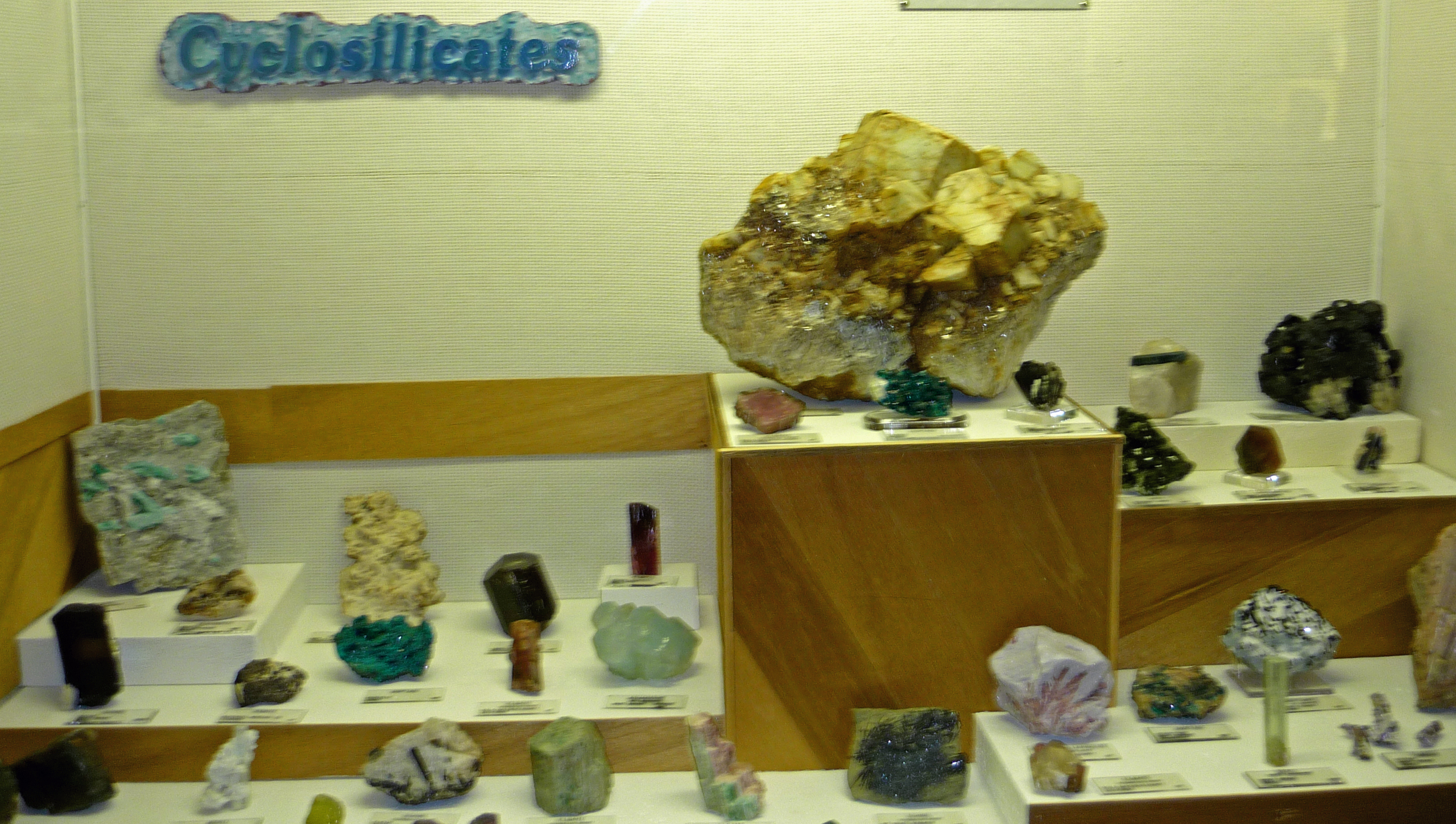
Espècimens de ciclosilicats al Museum of Geology, South Dakota

Els ciclosilicats (del grec κύκλος kuklos, cercle), o silicats en anell, tenen tetraedres enllaçats amb (TxO3x)2x-. Segons la Classificació de Nickel-Strunz, l'estructura dels minerals ciclosilicats és la següent:
09.C - Ciclosilicats
09.CA - Enllaços senzills de 3 [Si₃O9]6- (dreier-Einfachringe), sense anions complexos aïllats
09.CA.05 - Bazirita, benitoïta, pabstita
09.CA.10 - Wadeïta
09.CA.15 - Calciocatapleiïta, catapleiïta
09.CA.20 - Pseudowol·lastonita
09.CA.25 - Margarosanita, walstromita
09.CA.30 - Bobtraillita
09.CB - Enllaços senzills de 3 [Si₃O9]6-, amb anions complexos aïllats
09.CB.05 - Roeblingita
09.CB.10 - Diversilita-(Ce)
09.CB.15 - Ilimaussita-(Ce)
09.CC - Ramificacions úniques de 3 enllaços de [Si₃O9]6-
09.CD - Dobles enllaços de 3 [Si₃O9]6-
09.CD.05 - Moskvinita-(Y)
09.CE - Enllaços senzills de 4 [Si₄O₁₂]8- (vierer-Einfachringe), sense anions complexos aïllats
09.CE.05 - Papagoïta
09.CE.10 - Verplanckita
09.CE.15 - Baotita
09.CE.20 - Nagashimalita, taramel·lita, titantaramel·lita
09.CE.25 - Barioortojoaquinita, byelorussita-(Ce), joaquinita-(Ce), ortojoaquinita-(Ce), estronciojoaquinita, estroncioortojoaquinita, ortojoaquinita-(La)
09.CE.30 - Labuntsovita-Mn, nenadkevichita, lemmleinita-K, korobitsynita, kuzmenkoïta-Mn, vuoriyarvita-K, tsepinita-Na, karupmøllerita-Ca, labuntsovita-Mg, labuntsovita-Fe, lemmleinita-Ba, gjerdingenita-Fe, neskevaaraïta-Fe, tsepinita-K, paratsepinita-Ba, tsepinita-Ca, alsakharovita-Zn, gjerdingenita-Mn, lepkhenelmita-Zn, tsepinita-Sr, paratsepinita-Na, paralabuntsovita-Mg, gjerdingenita-Ca, gjerdingenita-Na, gutkovaïta-Mn, kuzmenkoïta-Zn, organovaïta-Mn, organovaïta-Zn, parakuzmenkoïta-Fe, burovaïta-Ca
09.CE.45 - Komarovita, natrokomarovita
09.CF - Enllaços senzills de 4 [Si₄O₁₂]8-, amb anions complexos aïllats
09.CF.05 - Ashburtonita
09.CF.10 - Kainosita-(Y)
09.CF.15 - Clinofosinaïta, fosinaïta-(Ce)
09.CF.20 - Strakhovita
09.CF.25 - Cerchiaraïta-(Mn)
09.CG - Ramificacions úniques de 4 enllaços de [Si₄O₁₂]8-
09.CG.05 - Eakerita
09.CH - Dobles enllaços de 4 [Si₄O₁₂]8-
09.CH.05 - Hialotequita, kapitsaïta-(Y)
09.CH.10 - Iraqita-(La), steacyita, turkestanita, arapovita
09.CJ - Enllaços senzills de 6 [Si₆O18]12- (sechser-Einfachringe), sense anions complexos aïllats
09.CJ.05 - Bazzita, beril, indialita, stoppaniïta
09.CJ.10 - Cordierita, sekaninaïta
09.CJ.15 - Combeïta, imandrita, kazakovita, koashvita, lovozerita, tisinalita, zirsinalita, litvinskita, kapustinita
09.CJ.25 - Baratovita, katayamalita, aleksandrovita
09.CJ.30 - Dioptasa
09.CJ.35 - Kostylevita
09.CJ.40 - Petarasita
09.CJ.45 - Gerenita-(Y)
09.CJ.50 - Odintsovita
09.CJ.55 - Mathewrogersita
09.CJ.60 - Pezzottaïta
09.CK - Enllaços senzills de 6 [Si₆O18]12-, amb anions complexos aïllats
09.CK. - Fluorschorl
09.CK.05 - Fluorbuergerita, cromodravita, dravita, elbaïta, feruvita, foitita, liddicoatita, olenita, povondraïta, schorl, magnesiofoitita, rossmanita, oxivanadiodravita, oxidravita, oxirossmanita, cromoaluminopovondraïta, fluordravita, fluoruvita
09.CK.10 - Abenakiïta-(Ce)
09.CK.15 - Scawtita
09.CK.20 - Steenstrupina-(Ce), torosteenstrupina
09.CL - Ramificacions úniques de 6 enllaços de [Si₆O18]12-
09.CL.05 - Tienshanita
09.CM - Dobles enllaços de 6 [Si₆O18]12- (sechser-Doppelringe)
09.CM.05 - Armenita, brannockita, chayesita, darapiosita, eifelita, merrihueïta, milarita, osumilita-(Mg), osumilita, poudretteïta, roedderita, sogdianita, sugilita, yagiïta, berezanskita, dusmatovita, shibkovita, almarudita, trattnerita, oftedalita
09.CM.10 - Faizievita
09.CN - Enllaços de 8 [Si₈O24]16-
09.CN.05 - Muirita
09.CO - Enllaços de 9 [Si9O27]18-
09.CO.05 - Al·luaivita
09.CO.10 - Eudialita, ferrokentbrooksita, kentbrooksita, khomyakovita, manganokhomyakovita, oneil·lita, raslakita, feklichevita, carbokentbrooksita, zirsilita-(Ce), ikranita, taseqita, rastsvetaevita, golyshevita, labirintita, johnsenita-(Ce), mogovidita, georgbarsanovita, aqualita, dualita, andrianovita, voronkovita, manganoeudialita
09.CP - Enllaços de 12 i enllaços més grans
09.CP.05 - Traskita
09.CP.10 - Megacyclita

## Inosilicats
Els inosilicats (del grec ις is [genitiu: ινος inos], fibra), o silicats en cadena, tenen cadenes amb SiO₃, o Si₄O11. Trobem inosilicats de cadena simple i inosilicats de cadena doble. Segons la Classificació de Nickel-Strunz, l'estructura dels minerals inosilicats és la següent:
09.D - Inosilicats
09.DA - Inosilicats amb 2 cadenes senzilles periòdiques, Si₂O₆; família dels piroxens
09.DA.05 - Donpeacorita, enstatita, ferrosilita
09.DA.10 - Clinoenstatita, clinoferrosilita, kanoïta, pigeonita
09.DA.15 - Augita, diòpsid, esseneïta, hedenbergita, johannsenita, petedunnita, davisita, kushiroïta, grossmanita, aegirina-augita
09.DA.20 - Omfacita
09.DA.25 - Aegirina, jadeïta, jervisita, cosmoclor, namansilita, natalyita
09.DA.30 - Espodumena
09.DB - Inosilicats amb 2 cadenes senzilles periòdiques, Si₂O₆; minerals relacionats amb el piroxens
09.DB.05 - Balifolita, carfolita, ferrocarfolita, magnesiocarfolita, potassiccarfolita, vanadiocarfolita
09.DB.10 - Lorenzenita
09.DB.15 - Lintisita, punkaruaivita
09.DB.17 - Eliseevita
09.DB.20 - Kukisvumita, manganokukisvumita
09.DB.25 - Vinogradovita, paravinogradovita
09.DB.30 - Nchwaningita
09.DB.35 - Plancheïta
09.DB.40 - Shattuckita
09.DB.45 - Aerinita
09.DB.50 - Capranicaïta
09.DC - Inosilicats amb ramificacions de 2 cadenes senzilles periòdiques; Si₂O₆ + 2SiO₃ Si₄O₁₂
09.DC.05 - Astrofil·lita, hidroastrofil·lita, kupletskita, magnesioastrofil·lita, niobofil·lita, zircofil·lita, kupletskita-(Cs), niobokupletskita, nalivkinita, sveinbergeïta
09.DD - Inosilicats amb 2 cadenes dobles periòdiques, Si₄O11; ortoamfíbols
09.DD.05 - Ferroantofil·lita, ferrogedrita, gedrita, holmquistita, protomanganoferroantofil·lita, sodicantofil·lita, sodicferroantofil·lita, sodicferrogedrita, sodicgedrita, ferroholmquistita, protoantofil·lita
09.DE - Inosilicats amb 2 cadenes dobles periòdiques, Si₄O11; clinoamfíbols
09.DE.05 - Antofil·lita, cummingtonita, clinoholmquistita, grunerita, manganocummingtonita, manganogrunerita, permanganogrunerita, ferrofluoropedrizita, ferri-fluoro-leakeïta
09.DE.10 - Actinolita, ferri-tschermakita, ferro-actinolita, ferro-hornblenda, ferro-tschermakita, joesmithita, magnesiohornblenda, tremolita, tschermakita, cannil·loïta, fluorcannil·loïta, parvo-manganotremolita, fluoro-tremolita, potassic-fluoro-pargasita
09.DE.15 - Edenita, ferro-edenita, ferro-kaersutita, ferro-pargasita, hastingsita, kaersutita, magnesio-hastingsita, pargasita, sadanagaïta, fluoro-edenita, potassic-ferro-ferri-sadanagaïta, potassic-sadanagaïta, potassic-pargasita, potassic-ferro-sadanagaïta, magnesio-fluoro-hastingsita, potassic-fluoro-hastingsita, potassic-cloro-hastingsita, fluoro-pargasita, parvo-mangano-edenita, potassic-cloro-pargasita, potassic-ferro-cloro-edenita, potassic-magnesio-hastingsita, potassic-ferro-pargasita, cromio-pargasita
09.DE.20 - Ferro-taramita, barroisita, ferro-ferri-barroisita, ferro-ferri-winchita, ferri-barroisita, ferro-ferri-taramita, ferro-ferri-katophorita, ferro-barroisita, ferro-richterita, ferro-winchita, ferro-katophorita, ferri-taramita, magnesiotaramita, richterita, winchita, taramita, fluoro-richterita, katophorita, potassic-fluoro-richterita, potassic-richterita, ferri-ghoseïta, ferri-winchita, fluoro-taramita
09.DE.25 - Arfvedsonita, eckermannita, ferro-eckermannita, ferro-glaucòfan, glaucòfan, potassic-mangani-leakeïta, mangano-arfvedsonita, ferri-leakeïta, magnesio-riebeckita, magnesio-arfvedsonita, nyboïta, riebeckita, mangano-mangani-ungarettiïta, ferro-ferri-nyboïta, clino-ferro-ferri-holmquistita, ferri-nyboïta, ferro-ferri-leakeïta, ferro-ferri-fluoro-leakeïta, sodic-ferri-clinoferroholmquistita, magnesio-fluoro-arfvedsonita, ferripedrizita, potassic-ferri-leakeïta, fluoronybøïta, mangani-dellaventuraïta, fluoropedrizita, potassic-arfvedsonita, ferri-obertiïta, manganiobertiïta potassic-magnesio-fluoro-arfvedsonita, ferro-ferri-pedrizita, potassic-magnesio-arfvedsonita, pedrizita, ferro-pedrizita, fluoro-leakeïta, ferro-ferri-obertiïta
09.DF - Inosilicats amb 2 cadenes múltiples periòdiques
09.DF.05 - Chesterita, clinojimthompsonita, jimthompsonita
09.DF.15 - Ierxovita, paraierxovita
09.DF.20 - Tvedalita
09.DF.25 - Bavenita
09.DF.30 - Bigcreekita
09.DG - Inosilicats amb 3 cadenes senzilles i múltiples periòdiques
09.DG.05 - Bustamita, ferrobustamita, pectolita, serandita, wol·lastonita, wol·lastonita-1A
09.DG.07 - Cascandita
09.DG.08 - Plombierita
09.DG.10 - Clinotobermorita, riversideïta, tobermorita
09.DG.15 - Foshagita
09.DG.20 - Jennita
09.DG.25 - Paraumbita, umbita
09.DG.30 - Sørensenita
09.DG.35 - Xonotlita
09.DG.40 - Hil·lebrandita
09.DG.45 - Zorita, chivruaiïta
09.DG.50 - Haineaultita
09.DG.55 - Epididimita
09.DG.60 - Eudidymita
09.DG.65 - Elpidita
09.DG.70 - Fenaksita, litidionita, manaksita
09.DG.75 - Tinaksita, tokkoïta, senkevichita
09.DG.80 - Canasita, fluorcanasita
09.DG.85 - Miserita
09.DG.90 - Frankamenita
09.DG.92 - Charoïta
09.DG.95 - Yuksporita
09.DG.97 - Eveslogita
09.DH - Inosilicats amb 4 cadenes senzilles periòdiques, Si₄O₁₂
09.DH.05 - Leucofanita
09.DH.10 - Ohmilita
09.DH.15 - Haradaïta, suzukiïta
09.DH.20 - Batisita, shcherbakovita
09.DH.25 - Taikanita
09.DH.30 - Krauskopfita
09.DH.35 - Balangeroïta, gageïta
09.DH.40 - Aenigmatita, dorrita, høgtuvaïta, krinovita, makarochkinita, rhönita, serendibita, welshita, wilkinsonita, saffirina
09.DH.50 - Khmaralita
09.DH.55 - Surinamita
09.DH.60 - Deerita
09.DH.65 - Howieïta, taneyamalita
09.DH.70 - Johninnesita
09.DH.75 - Agrel·lita
09.DJ - Inosilicats amb 4 cadenes dobles i triples periòdiques
09.DJ.05 - Narsarsukita
09.DJ.10 - Laplandita-(Ce)
09.DJ.15 - Caysichita-(Y)
09.DJ.20 - Seidita-(Ce)
09.DJ.25 - Carlosturanita
09.DJ.30 - Jonesita
09.DK - Inosilicats amb 5 cadenes senzilles periòdiques
09.DK.05 - Babingtonita, litiomarsturita, manganbabingtonita, marsturita, nambulita, natronambulita, rhodonita, escandiobabingtonita, fowlerita
09.DK.10 - Santaclaraïta
09.DK.15 - Saneroïta
09.DK.20 - Hellandita-(Y), tadzhikita-(Ce), mottanaita-(Ce), ciprianiïta, hellandita-(Ce)
09.DL - Inosilicats amb 5 cadenes dobles periòdiques, Si10O28
09.DL.05 - Inesita
09.DL.10 - Piergorita-(Ce)
09.DM - Inosilicats amb 6 cadenes senzilles periòdiques
09.DM.05 - Stokesita
09.DM.10 - Calciohilairita, hilairita, komkovita, sazykinaïta-(Y), pyatenkoïta-(Y)
09.DM.15 - Gaidonnayita, georgechaoïta
09.DM.20 - Chkalovita
09.DM.25 - Vlasovita
09.DM.30 - Revdita
09.DM.35 - Scheuchzerita
09.DM.40 - Terskita
09.DN - Inosilicats amb 6 cadenes dobles periòdiques
09.DN.05 - Emeleusita, tuhualita, zektzerita
09.DN.10 - Semenovita-(Ce)
09.DN.15 - Ashcroftina-(Y)
09.DO - Inosilicats amb 7-, 8-, 10-, 12- and 14-cadenes periòdiques
09.DO.05 - Piroxferroïta, piroxmangita
09.DO.10 - Pel·lyïta
09.DO.15 - Nordita-(Ce), nordita-(La), ferronordita-(Ce), manganonordita-(Ce), ferronordita-(La)
09.DO.20 - Alamosita
09.DO.25 - Liebauïta
09.DP - Estructures transicionals ino-filosilicats
09.DP.05 - Melifanita
09.DP.15 - Leucosfenita
09.DP.20 - Prehnita
09.DP.25 - Amstal·lita
09.DP.30 - Kvanefjeldita
09.DP.35 - Lemoynita, natrolemoynita
09.DP.40 - Altisita
09.DQ - Estructures inosilicat-sorosilicat modulars
09.DQ.05 - Fukalita

## Fil·losilicats

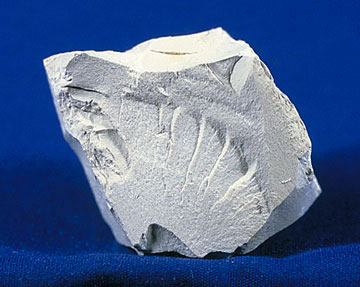
Caolí

Els fil·losilicats (del grec φύλλον phyllon, fulla), o silicats en làmines, formen làmines paral·leles amb Si₂O₅. Segons la Classificació de Nickel-Strunz, l'estructura dels minerals fil·losilicats és la següent:
09.E - Fil·losilicats
09.EA - Xarxes senzilles de tetraèdres amb 4-, 5-, (6-), i 8-enllaços
09.EA.05 - Cuprorivaïta, gil·lespita, effenbergerita, wesselsita
09.EA.10 - Ekanita
09.EA.15 - Apofil·lita-(KF), apofil·lita-(KOH), apofil·lita-(NaF)
09.EA.20 - Magadiïta
09.EA.25 - Dalyita, davanita
09.EA.30 - Sazhinita-(Ce), sazhinita-(La)
09.EA.35 - Armstrongita
09.EA.40 - Okenita
09.EA.45 - Nekoïta
09.EA.50 - Cavansita
09.EA.55 - Pentagonita
09.EA.60 - Penkvilksita, tumchaïta
09.EA.65 - Nabesita
09.EA.70 - Ajoïta
09.EA.75 - Zeravshanita
09.EA.80 - Bussyita-(Ce)
09.EA.85 - Plumbofil·lita
09.EB - Xarxes dobles amb 4- and 6-enllaços
09.EB.05 - Macdonaldita, rhodesita
09.EB.10 - Delhayelita, hidrodelhayelita
09.EB.15 - Monteregianita-(Y)
09.EB.20 - Carletonita
09.EC - Filosilicats amb plans de mica, compostos per xarxes tetraèdriques i octaèdriques
09.EC.05 - Minnesotaïta, talc, wil·lemseïta
09.EC.10 - Ferripirofil·lita, pirofil·lita
09.EC.15 - Boromuscovita, celadonita, chernykhita, montdorita, moscovita, nanpingita, paragonita, roscoelita, tobelita, aluminoceladonita, cromofil·lita, ferroaluminoceladonita, ferroceladonita, cromoceladonita, tainiolita, ganterita
09.EC.20 - Annita, efesita, hendricksita, masutomilita, norrishita, flogopita, polilitionita, preiswerkita, siderofil·lita, tetraferriflogopita, fluorotetraferriflogopita, wonesita, eastonita, tetraferriannita, trilitionita, fluorannita, xirokxinita, shirozulita, sokolovaïta, aspidolita, fluoroflogopita, suhailita, yangzhumingita, orlovita, oxiflogopita
09.EC.25 - Brammal·lita
09.EC.30 - Margarita
09.EC.35 - Anandita, bityita, clintonita, kinoshitalita, ferrokinoshitalita, oxikinoshitalita, fluorokinoshitalita
09.EC.40 - Beidel·lita, kurumsakita, montmoril·lonita, nontronita, volkonskoïta, yakhontovita
09.EC.45 - Hectorita, saponita, sauconita, spadaïta, stevensita, swinefordita, zincsilita, ferrosaponita
09.EC.50 - Vermiculita
09.EC.55 - Baileyclor, chamosita, clinoclor, cookeïta, franklinfurnaceïta, gonyerita, nimita, ortochamosita, pennantita, sudoïta, donbassita, glagolevita, borocookeïta
09.EC.60 - Aliettita, corrensita, dozyïta, hidrobiotita, karpinskita, kulkeïta, lunijianlaïta, rectorita, saliotita, tosudita, brinrobertsita
09.EC.65 - Macaulayita
09.EC.70 - Burckhardtita
09.EC.75 - Ferrisurita, surita, niksergievita
09.EC.80 - Kegelita
09.ED - Fil·losilicats amb capes de caolinita, compostos per xarxes tetraèdriques i octaèdriques
09.ED.05 - Dickita, caolinita, nacrita, odinita
09.ED.10 - Hal·loysita, hisingerita, hal·loysita-7Å
09.ED.15 - Amesita, antigorita, berthierina, brindleyita, caryopilita, crisòtil, cronstedtita, fraipontita, greenalita, kel·lyïta, lizardita, manandonita, nepouïta, pecoraïta, guidottiïta
09.ED.20 - Al·lòfana, crisocol·la, imogolita, neotocita
09.ED.25 - Bismutoferrita, chapmanita
09.EE - Xarxes tetraèdriques de 6-enllaços connectades per xarxes i bandes octaèdriques
09.EE.05 - Bementita
09.EE.10 - Brokenhillita, pirosmalita-(Fe), friedelita, pirosmalita-(Mn), mcgil·lita
09.EE.15 - Nelenita, schal·lerita
09.EE.20 - Palygorskita, tuperssuatsiaïta, yofortierita, windhoekita
09.EE.25 - Falcondoïta, loughlinita, sepiolita, kalifersita
09.EE.30 - Gyrolita, orlymanita, tungusita
09.EE.35 - Reyerita, truscottita
09.EE.40 - Natrosilita
09.EE.45 - Makatita
09.EE.50 - Varennesita
09.EE.55 - Raïta
09.EE.60 - Intersilita
09.EE.65 - Shafranovskita, zakharovita
09.EE.70 - Zeofil·lita
09.EE.75 - Minehil·lita
09.EE.80 - Fedorita, martinita
09.EE.85 - Lalondeïta
09.EF - Xarxes senzilles amb 6-enllaços, connectades per M[4], M[8], etc.
09.EF.05 - Petalita
09.EF.10 - Sanbornita
09.EF.15 - Searlesita
09.EF.20 - Silinaïta
09.EF.25 - Kanemita
09.EF.30 - Yakovenchukita-(Y)
09.EG - Xarxes dobles amb 6-enllaços enllaços més grans
09.EG.05 - Cymrita
09.EG.10 - Naujakasita, manganonaujakasita
09.EG.15 - Dmisteinbergita
09.EG.20 - Kampfita
09.EG.25 - Strätlingita, vertumnita
09.EG.30 - Eggletonita, ganofil·lita, tamaïta
09.EG.35 - Coombsita, zussmanita
09.EG.40 - Franklinfil·lita, lennilenapeïta, parsettensita, estilpnomelana
09.EG.45 - Latiumita, tuscanita
09.EG.50 - Jagoïta
09.EG.55 - Wickenburgita
09.EG.60 - Hyttsjoïta
09.EG.65 - Armbrusterita
09.EG.70 - Britvinita
09.EG.75 - Bannisterita
09.EH - Estructures transicionals entre filosilicats i altres unitats de silicat
09.EH.05 - Manganoneptunita, neptunita, watatsumiïta, magnesioneptunita
09.EH.10 - Grumantita
09.EH.15 - Sarcolita
09.EH.20 - Ussinguita
09.EH.25 - Leifita, teliuixenkoïta, eirikita
09.EH.30 - Nafertisita
09.EJ - Fil·losilicats sense classificar
09.EJ.05 - Lourenswalsita
09.EJ.10 - Middendorfita

## Tectosilicats
Els tectosilicats tenen una estructura tridimensional formada per tetràedres de SiO₄, podent tenir o no valències lliures. Segons la Classificació de Nickel-Strunz, l'estructura dels minerals tectosilicats és la següent:
09.F - Tectosilicats sense H₂O zeolítica
09.FA - Tectosilicats sense anions addicionals no tetraèdrics
09.FA.05 - Kaliofilita, kalsilita, nefelina, panunzita, trikalsilita, yoshiokaïta, megakalsilita
09.FA.10 - Malinkoïta
09.FA.15 - Virgilita
09.FA.25 - Lisitsynita
09.FA.30 - Adulària, anortoclasa, buddingtonita, celsiana, hialofana, microclina, ortosa, sanidina, rubiclina, monalbita
09.FA.35 - Albita, andesina, anortita, bytownita, labradorita, oligoclasa, reedmergnerita
09.FA.40 - Paracelsiana
09.FA.45 - Svyatoslavita, kumdykolita
09.FA.50 - Slawsonita
09.FA.55 - Lisetita
09.FA.60 - Banalsita, stronalsita
09.FA.65 - Danburita, maleevita, pekovita
09.FA.70 - Lingunita
09.FA.75 - Kokchetavita
09.FB - Tectosilicats amb anions addicionals
09.FB.05 - Afghanita, bystrita, cancrinita, cancrisilita, davyna, franzinita, giuseppettita, hidroxicancrinita, liottita, microsommita, pitiglianoïta, quadridavyna, sacrofanita, tounkita, vishnevita, marinellita, farneseïta, alloriïta, fantappieïta, cianoxalita, balliranoïta, carbobystrita, depmeierita, kircherita
09.FB.10 - Bicchulita, danalita, genthelvita, haüyna, helvina, kamaishilita, lazurita, noseana, sodalita, tsaregorodtsevita, tugtupita
09.FB.15 - Marialita, meionita, silvialita
09.G - Tectosilicats amb H₂O zeolítica
09.GA - Zeolites amb unitats T₅O10 – Zeolites fibroses
09.GA.05 - Gonnardita, mesolita, natrolita, paranatrolita, escolecita
09.GA.10 - Thomsonita-Ca, thomsonita-Sr
09.GA.15 - Edingtonita, kalborsita
09.GB - Cadenes de connexions senzilles de 4-enllaços
09.GB.05 - Ammonioleucita, analcima, hsianghualita, lithosita, leucita, pol·lucita, wairakita, kirchhoffita
09.GB.10 - Laumontita
09.GB.15 - Yugawaralita
09.GB.20 - Roggianita
09.GB.25 - Goosecreekita
09.GB.30 - Montesommaïta
09.GB.35 - Partheïta
09.GC - Cadenes de connexions dobles de 4-enllaços
09.GC.05 - Amicita, garronita, gismondina-Ca, gobbinsita
09.GC.10 - Harmotoma, phil·lipsita-Ca, phil·lipsita-K, phil·lipsita-Na, flörkeïta
09.GC.15 - Merlinoïta
09.GC.20 - Mazzita-Mg, mazzita-Na
09.GC.25 - Perlialita
09.GC.30 - Boggsita
09.GC.35 - Paulingita-Ca, paulingita-K
09.GD - Cadenes de 6-enllaços – zeolites tabulars
09.GD.05 - Gmelinita-Ca, gmelinita-K, gmelinita-Na
09.GD.10 - Willhendersonita, cabazita-Ca, cabazita-K, cabazita-Na, cabazita-Sr, cabazita-Mg
09.GD.15 - Levyna-Ca, levyna-Na
09.GD.20 - Bellbergita, erionita-Ca, erionita-K, erionita-Na
09.GD.25 - Offretita, wenkita
09.GD.30 - Faujasita-Ca, faujasita-Mg, faujasita-Na
09.GD.35 - Maricopaïta, mordenita
09.GD.40 - Dachiardita-Ca, dachiardita-Na
09.GD.45 - Epistilbita
09.GD.50 - Ferrierita-K, ferrierita-Mg, ferrierita-Na
09.GD.55 - Bikitaïta
09.GE - Cadenes de tetraedres de T10O20
09.GE.05 - Clinoptilolita-Ca, clinoptilolita-K, clinoptilolita-Na, heulandita-Ca, heulandita-K, heulandita-Na, heulandita-Sr, heulandita-Ba
09.GE.10 - Estilbita-Ca, estilbita-Na
09.GE.15 - Barrerita, stel·lerita
09.GE.20 - brewsterita-Ba, brewsterita-Sr
09.GF - Altres zeolites rares
09.GF.05 - Terranovaïta
09.GF.10 - Gottardiïta
09.GF.15 - Lovdarita
09.GF.20 - Gaultita
09.GF.25 - Chiavennita
09.GF.30 - Tschernichita
09.GF.35 - Mutinaïta
09.GF.40 - Tschörtnerita
09.GF.50 - Thornasita
09.GF.55 - Direnzoïta
09.GG - Zeolites sense classificar
09.GG.05 - Cowlesita
09.GG.10 - Mountainita

## Silicats sense classificar
09.H - Silicats sense classificar
09.HA - Amb alcalins i elements terra-alcalins
09.HA.05 - Ertixiïta
09.HA.10 - Kenyaïta
09.HA.20 - Wawayandaïta
09.HA.25 - Magbasita
09.HA.30 - Afanasyevaïta
09.HA.40 - Igumnovita
09.HA.50 - Rudenkoïta
09.HA.55 - Foshallasita
09.HA.60 - Nagelschmidtita
09.HA.65 - Caryocroïta
09.HA.70 - Juanita
09.HA.75 - Tacharanita
09.HA.80 - Oyelita
09.HA.85 - Denisovita
09.HA.90 - Tiettaïta
09.HB - Amb Ti, V, Cr
09.HB.05 - Ilmajokita
09.HB.10 - Rilandita
09.HC - Amb Mn, Fe
09.HC.05 - Erlianita
09.HC.10 - Bostwickita
09.HD - Amb Co, Ni
09.HE - Amb Cu, Zn
09.HE.05 - Gilalita
09.HE.10 - Apachita
09.HF - Amb Nb, Ta, Zr
09.HF.05 - Mongolita
09.HE.10 - Loudounita
09.HG - Amb REE, Th
09.HG.15 - Umbozerita
09.HG.15 - Rowlandita-(Y)
09.HH - Amb Pb
09.HH.05 - Macquartita
09.HH.10 - Luddenita
09.HH.15 - Creaseyita
09.HH.20 - Plumbotsumita
09.HH.25 - Molibdofil·lita
09.J - Germanats
09.?? - Altres silicats sense classificar
09.?? - Atelisita-(Y), lavinskyita